# Octavio Aragão
Pour les articles homonymes, voir Aragão.
Octavio Carvalho Aragão Júnior (Rio de Janeiro, 15 décembre 1964) plus connu simplement en tant que Octavio Aragão, est un graphiste, professeur d'université et écrivain brésilien. Il est diplômé de l'École des Beaux-Arts à UFRJ et est Maître et Docteur,.

## Biographie
En 1998, Aragão a fait ses débuts professionnels en tant qu'écrivain, avec la nouvelle Eu Matei Paolo Rossi. Deux ans plus tard, il lance le projet Intempol, un portail thématique sur internet. Intempol est l'un des premiers projets multimédias d'art fantastique brésilien, un pôle de production culturelle, principalement dans le domaine littéraire et de l'art séquentiel. Il a remporté les prix Argos, du CLFC (club des lecteurs de science-fiction) et de la SBAF (société brésilienne d'art fantastique), respectivement en 2001 et 2003,.
En 2016, il publie le roman A Mão que Cria. Le livre était à l'origine une fanfic mettant en vedette le héros Aquaman de DC Comics et a été publié sur le site Web Hyperfan comme une histoire alternative avec des éléments steampunk. Le roman mêle des personnages réel et fictif, notamment issus des romans de Jules Verne,.